# Fredrik Backman
Pour les articles homonymes, voir Backman.
Œuvres principales
Vieux, râleur et suicidaire : la vie selon Ove
Fredrik Backman, né le 2 juin 1981 à Brännkyrka, est un chroniqueur, blogueur et romancier suédois. Il est l'auteur de Vieux, râleur et suicidaire : la vie selon Ove (2012), Ma grand-mère vous passe le bonjour (2013) et Britt-Marie var här (2014), trois romans qui ont été en tête des best-sellers dans sa Suède natale avant d'être traduits dans plus de vingt-cinq langues.

## Biographie
Né à Brännkyrka, une immédiate banlieue du sud de Stockholm, Backman grandit à Helsingborg, une petite ville située sur le littoral du détroit de l'Øresund. 
Il épouse Neda Shafti Backman en 2009. Le couple a un enfant l'année suivante.
Sa carrière s'amorce pour le compte du Helsingborgs Dagblad et du Moore Magazine. Il devient ensuite blogueur pour le Magazine Café pendant les Jeux olympiques d'hiver de 2010 à Vancouver (Canada). En 2012, il est chroniqueur pour l'édition suédoise du journal Metro. Il met toutefois un terme à son activité de blogueur en mai 2015 pour se consacrer entièrement à l'écriture de ses romans.
Sa carrière d'écrivain prend un envol remarquable en 2012 avec la publication de son roman Vieux, râleur et suicidaire : La vie selon Ove (En man som heter Ove). Ce récit humoristique sur la vie aigre-douce d'un veuf retraité et misanthrope obtient un gros succès international et connaît une adaptation au cinéma en 2015 sous le titre Mr. Ove (En man som jeter Ove), un film nommé à l'Oscar du meilleur film en langue étrangère lors de la 89e cérémonie des Oscars.

## Œuvre

### Romans
- En man som heter Ove (2012) Publié en français sous le titre Vieux, râleur et suicidaire : La vie selon Ove, traduit par Laurence Mennerich, Paris, Presses de la Cité, 2014  (ISBN 978-2-258-10366-5)[3]
- Saker min son behöver veta om världen (2012), inédit en français)[4]
- Min mormor hälsar och säger förlåt (2013) Publié en français sous le titre Ma grand-mère vous passe le bonjour, traduit par Laurence Mennerich, Paris, Presses de la Cité, 2015  (ISBN 978-2-258-11482-1)[5]
- Britt-Marie var här (2014) Publié en français sous le titre Le monde selon Britt-Marie, traduit par Laurence Mennerich, Paris, Éditions Mazarine, 2018  (ISBN 978-2-86374-457-4)
- Björnstad (2016) Publié en français sous le titre La petite ville des grands rêves, traduit par Laurence Mennerich, Paris, Éditions Mazarine, 2021  (ISBN 978-2-863-74515-1)
- Vi mot er (2017) Publié en français sous le titre Nous contre vous, traduit par Laurence Mennerich, Paris, Éditions Mazarine, 2023  (ISBN 978-2-863-74794-0)
- Folk med ångest (2019) Publié en français sous le titre Complètement à cran, traduit par Magdalena Jarvins Paris, Presses de la Cité, 2024  (ISBN 978-2-258-20519-2)

## Adaptations cinématographiques
- 2015 : Mr. Ove (En man som heter Ove), film suédois réalisé par Hannes Holm, avec Rolf Lassgård dans le rôle-titre
- 2022 : A Man Called Otto de Marc Forster